# Coupe d'Algérie de football 1971-1972
 (août 2022).
Si vous disposez d'ouvrages ou d'articles de référence ou si vous connaissez des sites web de qualité traitant du thème abordé ici, merci de compléter l'article en donnant les références utiles à sa vérifiabilité et en les liant à la section « Notes et références ».
Navigation
Coupe d'Algérie
1970-1971 Coupe d'Algérie
1972-1973
La Coupe d'Algérie de football 1971-1972 voit le sacre du HAMR Annaba, qui bat l'USM Alger en finale.
Il s'agit de la 1re Coupe d'Algérie remportée par le HAMR Annaba et de la 4e finale consécutive jouée par l'USM Alger.

## Trente deuxième de finale
Les matchs des trente deuxième de finale se sont joués le ...
| Ligue du Centre  |                                  |                    |                                  |                    |                       |                                          |  |  |
| 1                | JS Kawkabi (D1)                  | 0 - 1              | NA Hussein Dey (D1)              | Zarabi 70e         |                       | Stade de Thénia                          |  |  |
| 2                | CR Belcourt (D1)                 | 1 - 0              | CS Douanes Alger (D2)            |                    |                       |                                          |  |  |
| 3                | OM Ruisseau (D2)                 | 1 - 0              | Asnam SO (D3)                    |                    |                       |                                          |  |  |
| 4                | WO Rouiba (D2)                   | 0 - 0              | ASPTT Alger (D2)                 |                    |                       |                                          |  |  |
| 5                | OB Port Autonome (D3)            | 0 - 1              | O. Médéa (D2)                    |                    |                       |                                          |  |  |
| 6                | MC Bordj El Bahri (D?)           | 0 - 1              | MS Cherchell (D2)                |                    |                       |                                          |  |  |
| 7                | WA Boufarik (D2)                 | 0 - 2              | AR El Harrach (D2)               |                    |                       |                                          |  |  |
| 8                | AS Banque Nationale (Alger) (D3) | 0 - 5              | RC Kouba (D1)                    |                    |                       |                                          |  |  |
| 9                | AS ONACO d'Alger (D3)            | 1 - 0              | CC Théâtre National (Alger) (D2) |                    |                       |                                          |  |  |
| 10               | DNC Alger (D3)                   | 2 - 0              | ESM Koléa (D2)                   |                    |                       |                                          |  |  |
| Ligue de l'Ouest |                                  |                    |                                  |                    |                       |                                          |  |  |
| 1                | USM Bel Abbès (D1)               | 1 - 0              | JSM Tiaret (D1)                  |                    |                       |                                          |  |  |
| 2                | USSNI Verrerie d'Oran (D?)       | 2 - 1              | CS Sonatrach Oran (D2)           |                    |                       |                                          |  |  |
| 3                | WA Mostaganem (D3)               | 3 - 0              | GC Mascara (D2)                  |                    |                       |                                          |  |  |
| 4                | RCG Oran (D2)                    | 4 - 3              | FC Tiaret (D?)                   |                    |                       |                                          |  |  |
| 5                | OC Bosquet (MCB Hadjadj) (D?)    | 1 - 2              | SCM Oran (D2)                    |                    |                       |                                          |  |  |
| 6                | CO Sempac Mascara (D3)           | 2 - 1              | IS Tighennif (D2)                |                    |                       |                                          |  |  |
| 7                | MC Oran (D1)                     | 2 - 1              | CR Témouchent (D2)               |                    |                       |                                          |  |  |
| 8                | ES Mostaganem (D2)               | 0 - 1              | ASM Oran (D1)                    |                    |                       |                                          |  |  |
| 9                | WA Tlemcen (D1)                  | 2 - 0              | USM Oran (D2)                    |                    |                       |                                          |  |  |
| 10               | CC Sig (D2)                      | -                  | (D?)                             |                    |                       |                                          |  |  |
| Ligue de l'Est   |                                  |                    |                                  |                    |                       |                                          |  |  |
| 1                | ES Sétif (D1)                    | 1 - 0              | MO Bejaïa (D3)                   |                    |                       |                                          |  |  |
| 2                | HAMRA Annaba (D1)                | 1 - 1              | CA Batna (D2)                    | (4 - 2 t.a.b)      | Ahmed Mébrek 113e / ? | Stade Benabdelmalek Ramdane (ex- Turpin) |  |  |
| 3                | ES Guelma (D1)                   | 2 - 1              | ASPTT Constantine (D3)           |                    |                       |                                          |  |  |
| 4                | CS Constantine (D1)              | 1 - 0              | USM Ain Beida (D2)               |                    |                       |                                          |  |  |
| 5                | IRB Sétif (D2)                   | 2 - 0              | JS Djidjel (D2)                  |                    |                       |                                          |  |  |
| 6                | MRC Batna (D2)                   | 0 - 0              | JBAC Annaba (D3)                 |                    |                       |                                          |  |  |
| 7                | AS Ain M'lila (D2)               | 2 - 1              | HB Chelghoum Laïd (D3)           |                    |                       |                                          |  |  |
| 8                | US Santé Constantine (D3)        | 1 - 0              | CAC Constantine (D3)             |                    |                       |                                          |  |  |
| 9                | JSM Skikda (D2)                  | 1 - 0              | SA Sétif (D3)                    |                    |                       |                                          |  |  |
| 10               | MO Constantine (D1)              | -                  | (D?)                             |                    |                       |                                          |  |  |
|                  |                                  |                    |                                  |                    |                       |                                          |  |  |
|                  | MC Alger (D1)                    | Exempt (Tenant)    | Exempt (Tenant)                  | Exempt (Tenant)    | Exempt (Tenant)       | Exempt (Tenant)                          |  |  |
|                  | USM Alger (D1)                   | Exempt (Finaliste) | Exempt (Finaliste)               | Exempt (Finaliste) | Exempt (Finaliste)    | Exempt (Finaliste)                       |  |  |

## Seizièmes de finale
Les matchs des seizièmes de finale se sont joués le 6 février 1972
| #  | Club 1               | Résultat | Club 2                | Buteurs                            | Date | Stade                                    |
| -- | -------------------- | -------- | --------------------- | ---------------------------------- | ---- | ---------------------------------------- |
| 1  | RCG Oran             | 0 - 3    | MC Alger              | Bachta 48e (pen.), Tahir 1 70e 77e |      | Stade de Tiaret                          |
| 2  | MC Oran              | 2 - 1    | CO Sempac Mascara     |                                    |      | Stade de Sidi Bel-Abbès                  |
| 3  | ES Sétif             | 4 - 1    | ES Guelma             |                                    |      |                                          |
| 4  | WA Mostaganem        | 1 - 2    | USM Alger             |                                    |      |                                          |
| 5  | CR Belcourt          | 1 - 0    | RC Kouba              |                                    |      |                                          |
| 6  | NA Hussein Dey       | 1 - 0    | AS ONACO Alger        |                                    |      |                                          |
| 7  | WA Tlemcen           | 1 - 0    | DNC ANP Alger         |                                    |      | stade Bouakeul /Oran                     |
| 8  | US Santé Constantine | 1 - 3    | ASM Oran              |                                    |      |                                          |
| 9  | USM Bel Abbès        | 2 - 0    | JSM Skikda            |                                    |      |                                          |
| 10 | HAMR Annaba          | 1 - 0    | ASPTT Alger           | Ahmed Mébrek 66e                   |      | Stade Benabdelmalek Ramdane (ex- Turpin) |
| 11 | CS Constantine       | 2 - 1    | MS Cherchell          |                                    |      |                                          |
| 12 | SCM Oran             | 1 - 0    | USSNI Verrerie d'Oran |                                    |      |                                          |
| 13 | AR El Harrach        | 0 - 1    | CC Sig                |                                    |      |                                          |
| 14 | IRB Sétif            | 1 - 0    | O. Médéa              |                                    |      |                                          |
| 15 | JBAC Annaba          | 1 - 4    | AS Ain M'lila         |                                    |      |                                          |
| 16 | MO Constantine       | 1 - 1    | OM Ruisseau           |                                    |      |                                          |

## Huitièmes de finale
Les matchs des huitièmes de finale se sont joués le 5 mars 1972.
| # | Club 1         | Résultat    | Club 2         | Buteurs                  | Date | Stade                        |
| - | -------------- | ----------- | -------------- | ------------------------ | ---- | ---------------------------- |
| 1 | MC Alger       | 2 - 0       | WA Tlemcen     | Tahir 1 22e 38e          |      | Stade du 19 Juin 1965 (Oran) |
| 2 | ES Sétif       | 3 - 1       | ASM Oran       |                          |      |                              |
| 3 | HAMR Annaba    | 1 - 0 (a.p) | MC Oran        | Chérif Boulfoul 117e     |      | Stade 20 Août d’Alger        |
| 4 | USM Alger      | 3 - 2       | MO Constantine | ? , ? , ? / Rabah Gamouh |      |                              |
| 5 | CR Belcourt    | 4 - 2       | IRB Sétif      |                          |      |                              |
| 6 | NA Hussein Dey | 1 - 0       | AS Aïn M'lila  |                          |      |                              |
| 7 | USM Bel Abbès  | 2 - 1       | CS Constantine |                          |      |                              |
| 8 | SCM Oran       | 1 - 0       | CC Sig         |                          |      |                              |

## Quarts de finale
Les matchs des quarts de finale se sont joués le 26 mars 1972.
| # | Club 1         | Résultat  | Club 2        | Buteurs                                              | Dates | Stades                     |
| - | -------------- | --------- | ------------- | ---------------------------------------------------- | ----- | -------------------------- |
| 1 | MC Alger       | 3 - 1     | CR Belcourt   | Bachta 19e, Tahir 1 52e, Amar 72e (csc) / Achour 75e |       | Stade 20 août 1956 (Alger) |
| 2 | USM Alger      | 2 - 0     | USM Bel Abbès |                                                      |       |                            |
| 3 | HAMR Annaba    | 2 - 0     | SCM Oran      | Haouès 55e et Mébrek 82e                             |       | Stade Bologhine            |
| 4 | NA Hussein Dey | 3 - 1 a.p | ES Sétif      | corners 8 à 3                                        |       | Stade Akid Chabou, Annaba  |

## Demi-finales
Les matchs des demi-finales se sont joués le 26 avril 1972
| # | Club 1      | Résultat | Club 2         | Buteurs                                    | Stades                           |
| - | ----------- | -------- | -------------- | ------------------------------------------ | -------------------------------- |
| 1 | HAMR Annaba | 2 - 1    | MC Alger       | Zaidi 20e (pen.), Haouès 90e / Tahir 1 80e | Stade Benabdelmalek, Constantine |
| 2 | USM Alger   | 1 - 0    | NA Hussein Dey |                                            |                                  |

## Finale
La finale oppose le HAMR Annaba à l'USM Alger :
| Remplaçants :                                                |
| Rachedi, Boudjemaâ Bouraï, Berkane, Ahmed Mébrek "Boubakeur" |
| Entraîneur :                                                 |
| Mohammed Boufermes                                           |

| Entraîneur : |
| Ahmed Zitoun |

| Remplaçants :                                                |
| Rachedi, Boudjemaâ Bouraï, Berkane, Ahmed Mébrek "Boubakeur" |
| Entraîneur :                                                 |
| Mohammed Boufermes                                           |

| Entraîneur : |
| Ahmed Zitoun |

| |  |  |  |
| \| Coupe d'Algérie de Football Vainqueur 1972 \| \| ------------------------------------------ \| \| HAMR Annaba 1er titre \| |  |  |  |
| Coupe d'Algérie de Football Vainqueur 1972                                                                                    |  |  |  |
| HAMR Annaba 1er titre |  |  |  |